# NGC 324
NGC 324 је лентикуларна галаксија у сазвежђу Феникс која се налази на NGC листи објеката дубоког неба.
Деклинација објекта је - 40° 57' 34" а ректасцензија 0h 57m 14,6s. Привидна величина (магнитуда) објекта NGC 324 износи 13,1 а фотографска магнитуда 14,0. NGC 324 је још познат и под ознакама ESO 295-25, MCG -7-3-2, AM 0054-411, PGC 3416.